# Vince Clarke
Vincent John Martin (* 3. července 1960 v South Woodfordu), známý také jako Vince Clarke, je anglický synthpopový hudebník a skladatel. Je hlavním skladatelem a hudebníkem skupiny Erasure a dříve byl hlavním skladatelem několika skupin, včetně Depeche Mode, Yazoo a The Assembly. V Erasure je znám pro své pasivní chování na scéně. 
Erasure má přes 200 písní a prodalo přes 25 milionů alb po celém světě. Zpočátku hrál na housle a poté na klavír, ale byl inspirován k tvorbě elektronické hudby při poslechu kapely OMD. Dříve hrál ve skupině Depeche Mode, poté na to krátce opustil skupinu a s Andym Bellem vytvořil skupinu Erasure. Duo se stalo jedním z hlavních prodejních artiklů v britské hudbě s mezinárodními hity jako „Oh L'amour“, „Sometimes“, „Blue Savannah“ nebo „Always“.

## Životopis

### Depeche Mode
Roku 1980 založili Vince Clarke, Martin Gore a Andrew Fletcher skupinu pod názvem Composition of Sound. V ní zpočátku zpíval Clarke, než přišel Dave Gahan. Pak se skupina přejmenovala na Depeche Mode a Clarke přijal své umělecké jméno.
Roku 1981 vyšlo album Speak & Spell, většinu skladeb složil Clarke. Na konci roku Clarke ze skupiny odešel.

### Yazoo
Clarke založil se zpěvačkou Alison Moyet duo Yazoo (v USA známé jako Yaz). Skupině vyšla alba Upstairs at Eric's (1982) a You and Me Both (1983).

### The Assembly
Clarke a Eric Radcliffe založili projekt The Assembly. Záměrem bylo vydat každý singl s jiným zpěvákem.

### Erasure
Roku 1985 založili Clarke a zpěvák Andy Bell duo Erasure. Zde vydržel Clarke mnohem déle, roku 2022 vydali už 19. studiové album.

### VCMG
Roku 2012 se Clarke a Martin Gore dali znovu dohromady, aby pod názvem VCMG (jejich iniciály) vydali album Ssss.